# وانودين بن خزرون
وانودين بن خزرون من أمراء مغراوة حكم سجلماسة تحت راية أمويي الأندلس وبعد انهيار الخلافة انفرد بالحكم وضم إليه درعة وقصور ملوية وبعض من أعمال فاس.
وانودين هو ابن خزرون بن فلفول من كبار أعيان بني خزر الذي اكتسح سجلماسة وأنهى دولة بني مدرار الصفرية، لكنه اضاع سجلماسة بعد الحملة الفاطمية على المغرب بقيادة بلقين بن زيري الصنهاجي.
عندما تولَّى عبد الملك المظفر بالله منصب الحجابة خلفا لأبيه في عهد الخليفة هشام المؤيد بالله، عقد للمعزَّ بن زيري بن عطية على فاس سنة 397هـ/1007م، وقبض على ابنه كرهينةً واشترط عليه أن يدفع في كل سنةٍ خيلاً وسلاحا ومالاً معلوماً يوصله إلى قرطبة، وبعد أن تولى الحجابة
عبد الرحمن شنجول سرَّح ابنيه وكتب للمعز عهده بتجديد ولايته على المغرب كلِّه إلا مدينة سجلماسة، التي ولاَّها لوانودين بن خزرون وابن عمه زيري بن فلفل، فرهنه كل واحد منهما ابنه. بالإضافة لعدة من الخيل والدرق اللمطي يحملان إلى قرطبة كلّ سنة.
لما انفجرت الفتنة وانتهت الخلافة بقرطبة استغل وانودين الأمر فأحكم سيطرته على سجلماسة وتغلب على درعة وأضافها إلى سلطته ونهض المعز بن زيرى صاحب فاس سنة 447 هـ مع جموع من مغراوة لانتزاع هذه الأعمال من يد وانودين فانهزمت حملة المعز وكان ذلك سببا في اضطراب أمره إلى أن هلك واستفحل ملك وانودين واستولى على صيرون من أعمال فاس وعلى جميع قصور ملوية وولى أمره من بعده ابنه مسعود بن وانودين.